# Tu-12
Tu-12 (nazwa robocza Tu-77) – radziecki samolot bombowy średniego zasięgu o napędzie odrzutowym opracowany w biurze Tupolewa. Wyprodukowano około 50 samolotów tego typu.

## Historia
Pracę nad nowym bombowcem średniego zasięgu z napędem odrzutowym rozpoczęto w biurze Tupolewa w 1946 roku. Wykorzystano do tego istniejącą już i sprawdzoną konstrukcję samolotu Tu-2. Pierwszym etapem budowy było zamontowanie w 1947 roku dwóch brytyjskich silników odrzutowych Rolls-Royce Nene zamiast tłokowych ASz-82FN na płatowcu Tu-2. Nowe silniki wymagały zmiany podwozia, z klasycznego z podparciem z tyłu kadłuba na poziomujące samolot, z kółkiem przednim zamontowanym na dziobie. W toku dalszych modyfikacji z podstawowej konstrukcji Tu-2 zachowano jedynie płaty. Tak zmodyfikowany samolot oznaczony jako Tu-12 lub Samolot 77 swój pierwszy lot wykonał 27 lipca 1947 roku. Podczas dalszych prac zmieniono układ napędowy na własną kopię brytyjskich silników, Klimow RD-45. Samolot od początku traktowany był jako maszyna przejściowa, służąca zdobyciu doświadczenia wykorzystywanego później w kolejnych konstrukcjach Tupolewa.